# Agneta Baumann
Agneta Baumann, född 20 november 1944 i Kalmar, död 22 februari 2011 i Stockholm, var en svensk jazzsångerska. Hon är den enda svenska artist som medverkar på den internationellt producerade CD-serien Blue Voices tre volymer: The Finest in Jazz Ballad. År 1997 mottog Agneta Baumann ett stipendium från Laila and Charles Gavatin's Foundation for Jazz Music.

## Diskografi
- 1981 – I Am an Illusion (RCA)
- 1996 – A Time for Love (Touché Music)
- 1999 – Comes Love… (Touché Music)
- 2002 – Sentimental Lady (Touché Music)
- 2013 – Ballads at Midnight (Dominique Records)